# زیردریایی یو-۷۰۷
زیردریایی یو-۷۰۷ (به انگلیسی: German submarine U-707) یک زیردریایی بود که طول آن ۶۷٫۱ متر (۲۲۰ فوت ۲ اینچ) بود. این زیردریایی در سال ۱۹۴۱ ساخته شد.